# Роули, Кит
Кит Кристофер Роули (англ. Keith Christopher Rowley; род. 24 октября 1949, остров Тобаго) — тринидадо-тобагианский политический и государственный деятель. Премьер-министр Тринидада и Тобаго с 9 сентября 2015 года  по 17 марта 2025 года. Лидер партии «Народное национальное движение».

## Биография
По образованию вулканолог, защитил диплом в области геохимии в ямайском кампусе университета Вест-Индии.
Став членом левоцентристского «Народного национального движения» (ННД), находившегося на тот момент в оппозиции, в 1987 году был назначен сенатором (в Тринидаде и Тобаго члены верхней палаты парламента назначаются президентом по представлению как премьер-министра, так и лидера оппозиции). С 1991 года — депутат Палаты представителей. В 1991—1995 годах — министр сельского хозяйства, земельных и водных ресурсов, в 2001—2007 годах — министр планирования, развития и строительства, в 2007—2010 годах — министр торговли и промышленности.
После поражения ННД на выборах 2010 года и отставки Патрика Мэннинга с поста председателя партии избран его преемником, став тем самым официальным лидером оппозиции, а в 2015 году привёл ННД к победе на очередных парламентских выборах, где та смогла получить 23 из 41 места в Палате представителей, и возглавил правительство страны.